# Władysław Turczynowicz-Wyżnikiewicz
Władysław Turczynowicz-Wyżnikiewicz (Wyżnikiewicz-Turczynowicz) (ur. 4 listopada 1865 w Dobiecinie, zm. 16 stycznia 1904 w Kronsztadzie) – lekarz weterynarii, epizootiolog, bakteriolog, współpracownik prof. Marcelego Nenckiego.

## Życiorys
Władysław Turczynowicz-Wyżnikiewicz urodził się 4 listopada 1865 w Dobiecinie k/ Bełchatowa, w polskiej rodzinie ziemiańskiej. Był synem Jana Wyżnikiewicza i Marii z Wieczorkiewiczów. W dzieciństwie stracił ojca. W wychowaniu Władysława pomagał matce, jej brat, Józef Turczynowicz, powstaniec z 1863, właściciel majątku ziemskiego Dobiecin, który usynowił młodego Wyżnikiewicza.
Władysław początkowo uczył się w Warszawie, potem ukończył gimnazjum w Piotrkowie.
W 1884 rozpoczął naukę w Kazańskim Instytucie Weterynarii, po dwóch semestrach przeniósł się do stojącego na wyższym poziomie Instytutu Weterynarii w Charkowie. W 1888 ukończył szkołę i uzyskał tytuł magistra, pozostał w instytucie jako asystent w klinice terapeutycznej. Po godzinach pracy zajmował się badaniami bakteriologicznymi. W 1892 pracował w Obwodzie Kubańskim przy zwalczaniu epidemii księgosuszu. W tym okresie zetknął się z prof. Marcelim Nenckim, pracowali razem nad szczepionką przeciw wirusowi księgosuszu. Zaraza ta dziesiątkowała bydło domowe i dzikich przeżuwaczy w azjatyckich prowincjach Rosji. W 1897 Wyżnikiewicz został wysłany kraju Zakaukaskiego, gdzie zwalczał tę chorobę. Następnie pracował w Petersburgu w Instytucie Medycyny Doświadczalnej, którego był pracownikiem i członkiem honorowym.
W 1901 został wydelegowany do Czyty w obwodzie Zabajkalskim z zadaniem założenia stacji doświadczalnej i wprowadzenia szczepionki przeciw księgosuszowi w tamtym rejonie. Po śmierci prof. Nenckiego, kierował kronsztadzkim laboratorium zajmującym się badaniami nad dżumą guzowatą. Do końca życia prowadził badania nad tą śmiertelną chorobą. Mimo iż drobiazgowo przestrzegał i używał środków ochronnych zachorował na dżumę i 16 stycznia 1904 zmarł w Kronsztadzie.
Władysław Turczynowicz-Wyżnikiewicz był człowiekiem skromnym, nie szukającym rozgłosu, swoje życie poświęcił dla nauki, w walce o dobro ludzkości. W ostatnim życzeniu prosił o złożenie jego prochów w Polsce. Nie wiadomo czy jego prośba została spełniona.